# جيم ويلسون (لاعب كرة قاعدة أمريكي)
جيم ويلسون (بالإنجليزية: Jim Wilson)‏ هو لاعب كرة قاعدة أمريكي، ولد في 29 ديسمبر 1960 في كورفاليس في الولايات المتحدة.

## وصلات خارجية
- جيم ويلسون على موقع الدوري الياباني لكرة القاعدة (الإنجليزية)
- جيم ويلسون على موقعبيزبول رفرنس.كوم (الدوري الرئيسي) (الإنجليزية)
- جيم ويلسون على موقعبيزبول رفرنس.كوم (الدوري الثانوي) (الإنجليزية)
- جيم ويلسون على موقع مشجعي الرسوم البيانية (الإنجليزية)